# Hałda Storczykowa
Hałda Storczykowa – użytek ekologiczny powstały w 2003, obejmujący swym zasięgiem obszar hałdy dawnej kopalni „Reicher Trost” w południowej części miasta Złoty Stok w powiecie ząbkowickim.

## Położenie
Użytek znajduje się w północnej części Gór Złotych, na wschodnich stokach Haniaka (530 m n.p.m.). Obejmuje wschodnią część skarpy opadającej do Wąwozu Kłodzkiego na wysokości około 500 m n.p.m. W skład użytku wchodzi obszar 214 oddziału leśnego Nadleśnictwa Bardo Śląskie. Użytek leży w północno-wschodniej części Śnieżnickiego Parku Krajobrazowego.

## Zawartość
Na hałdzie znajduje się materiał wydobyty z pola górniczego dawnej kopalni „Reicher Trost”. Są to fragmenty skał i rud oraz zwietrzelina, głównie glina, ziemia oraz fragmenty roślin. Wśród fragmentów skał metamorficznych występują gnejsy haniackie, blastomylonityczne łupki łyszczykowe i łupki kwarcowo-łyszczykowe, amfibolity, łupki amfibolowe, łupki amfibolowo-kwarcowe, wapienie krystaliczne, skały diopsydowo-oliwinowe, tremolitowe, serpentynity i skały mylonityczne. W skałach tych występują minerały rudne – pirotyn, chalkopiryt, piryt, arsenopiryt, löllingit, sfaleryt, ilmenit, rutyl, magnetyt, hematyt, platyna rodzima, wolframiany, bizmut rodzimy, bizmutynit, szelit, złoto rodzime, miedź rodzima, srebro rodzime, galena, uraninit, glaukodot, kubanit, markasyt, bornit, kowelin i goethyt.

## Przyroda
Teren charakteryzuje się wysoką bioróżnorodnością. Do najważniejszych należy jedna z największych krajowych populacji storczyka męskiego (Orchis mascula), dochodząca w niektórych sezonach do kilku tysięcy osobników. Występuje tu kilkadziesiąt gatunków roślin, z czego kilka stanowi gatunki chronione m.in. lilia złotogłów, kruszyna pospolita, dziewięćsił bezłodygowy, goryczka gorzkawa, goryczka orzęsiona, centuria pospolita, goździk kropkowany, kruszczyk szerokolistny.